# Comestíveis (cannabis)
Um comestível de cannabis (do inglês, cannabis edible), também conhecido como alimento com infusão de cannabis ou simplesmente comestível, é um produto alimentar que contém canabinoides, especialmente o tetra-hidrocanabinol (THC). Embora comestível possa se referir a um alimento ou bebida, bebidas com infusão de cannabis costumam ser referidas mais especificamente como líquidos comestíveis.
A maioria dos alimentos contém uma quantidade significativa de THC, o que pode induzir uma ampla variedade de efeitos, incluindo relaxamento, euforia, aumento do apetite, fadiga e ansiedade. Os alimentos com THC podem ser consumidos para fins recreativos ou medicinais. Alguns alimentos contêm uma quantidade insignificante de THC e, em vez disso, são compostos predominantemente por outros canabinoides, mais comumente o canabidiol (CBD). Os comestíveis de CBD são usados principalmente para fins medicinais.
Alimentos e bebidas feitos de produtos de cannabis não psicoativos são conhecidos como alimentos de cânhamo.

## História

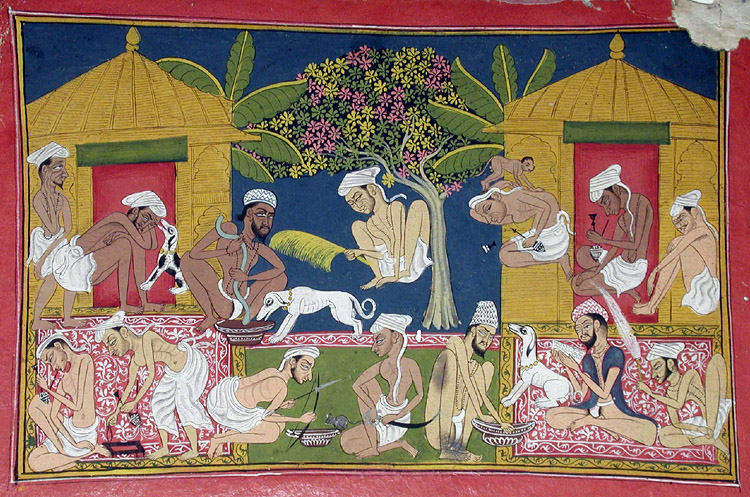
Comedores de bhang da Índia, em 1790. Bhang é uma preparação comestível de cannabis nativa do subcontinente indiano. O bhang era utilizado em alimentos e bebidas já no ano1000 a.C pelos hindus na Índia antiga
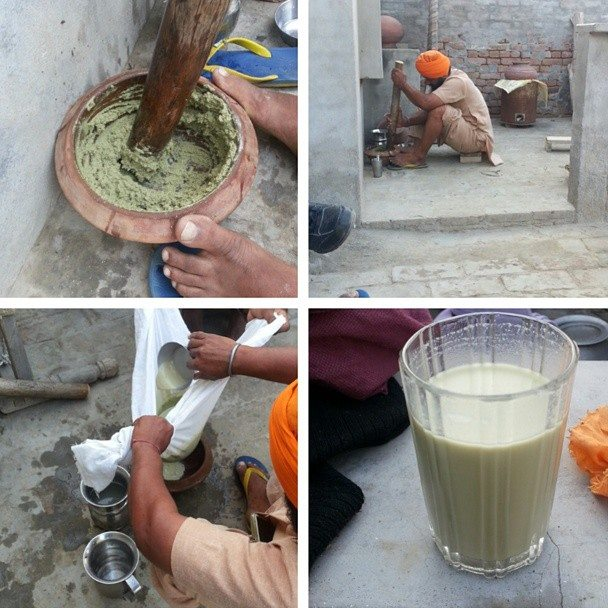
Processo de fabricação de bhang Numa aldeia Sikh em Punjab, Índia. No festival de cores hindu e sikh, chamado Holi, O BHANG é um habitualmente acrescentado a algumas bebidas álcoolicas
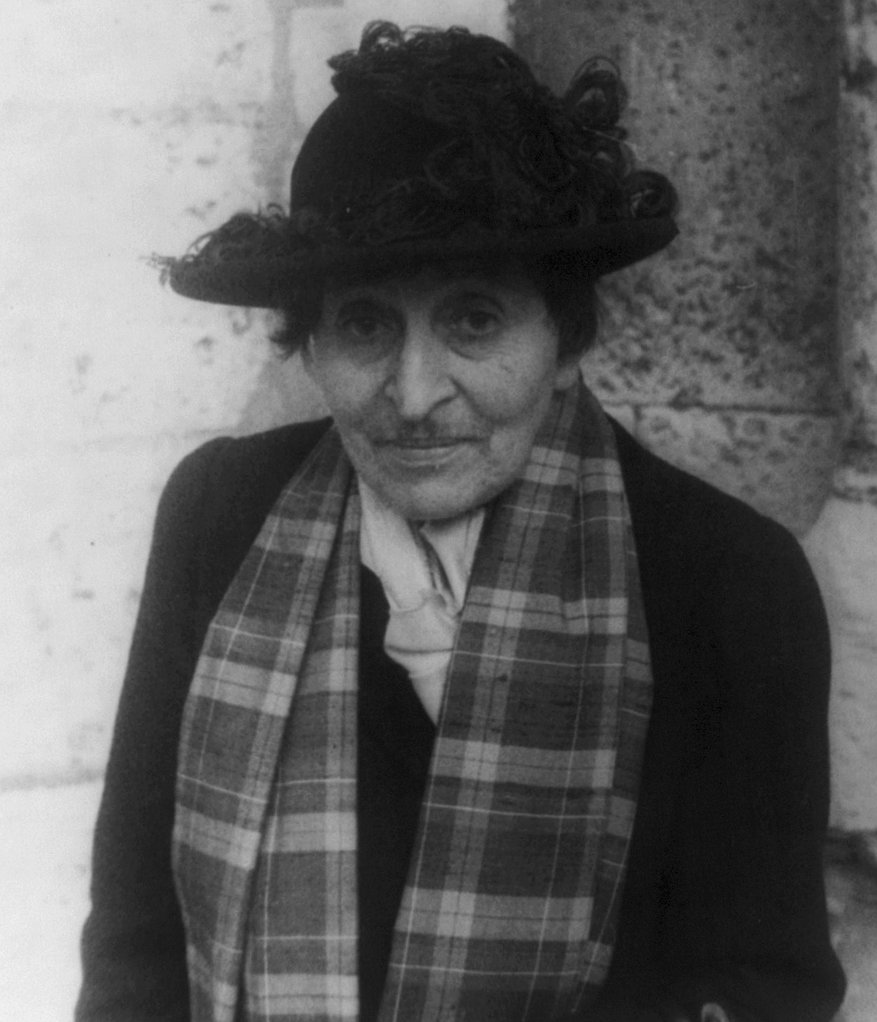
O interesse moderno em comestíveis de cannabis é atribuído a Alice B. Toklas e seu livro de receitas, publicado em 1954

O primeiro alimento com infusão de cannabis registrado foi no subcontinente indiano, onde as pessoas prepararam comidas e bebidas com bhang por milênios, para fins espirituais e medicinais. A solubilidade em gordura dos extratos de cannabis também era conhecida pelosindianos antigos, havendo registros de receitas em sânscrito recomendando que a cannabis fosse refogada em ghi antes de misturá-la com outros ingredientes.
O bhang era usado em comidas e bebidas já em 1.000 AC pelos povos hindus no subcontinente indiano. O bhang era tradicionalmente distribuído durante o festival hindu da primavera, conhecido como Holi.
O interesse moderno em alimentos com infusão de cannabis é creditado à publicação The Alice B. Toklas Cook Book, de 1954. Toklas incluiu uma receita para "fudge de haxixe", que foi feita em colaboração com o artista Brion Gysin Embora tenha sido omitido nas primeiras edições americanas, o nome de Toklas e seus "brownies" se tornaram sinônimos de cannabis na contracultura da década de 1960.
Em alguns estados dos EUA que legalizaram a cannabis, as vendas de produtos comestíveis tiveram um aumento exprssivo. No entanto, há uma preocupação crescente sobre o perigo que os alimentos representam para crianças e consumidores inexperientes de cannabis, que podem facilmente ingerir muito de uma vez, possivelmente nem mesmo percebendo que o alimento foi infundido em cannabis. Além disso, as chamadas para centros de controle de intoxicação aumentaram drasticamente desde 2008 devido à ingestão de alimentos comestíveis por cães. No Canadá, os produtos alimentícios com infusão de cannabis foram legalizados em outubro de 2019.

## Química e farmacologia
A cannabis não contém naturalmente quantidades significativas de THC. Em vez disso, ele contém altos níveis de ácido tetrahidrocanabinólico (THCA), que se converte em THC por meio da descarboxilação, um processo induzido por aquecimento.
A comparação entre os efeitos de produtos comestíveis de maconha e aqueles provenientes da ingestão por baseados é difícil, pois existem grandes margens de erro devido à variabilidade na forma como as pessoas fumam. Com relação à alimentação, diferentes veículos nos quais os canabinoides são dissolvidos para ingestão oral afetam a biodisponibilidade dos canabinoides, que variam de acordo com o metabolismo de cada pessoa. No entanto, como as doses orais são processadas pelo sistema digestivo e pelo fígado antes de entrar na corrente sanguínea, os canabinoides que são ingeridos são absorvidos mais lentamente e têm concentrações de pico atrasadas, porém são eliminados mais lentamente em comparação com quando a cannabis é fumada. Devido à circulação enterohepática, geralmente a administração oral leva a dois picos de concentração.
O consumo de THC pela ingestão resulta na absorção pelo fígado e, por meio de processos metabólicos, na conversão de uma proporção significativa dele em 11-hidroxi-THC.

## Tipos

### Assados

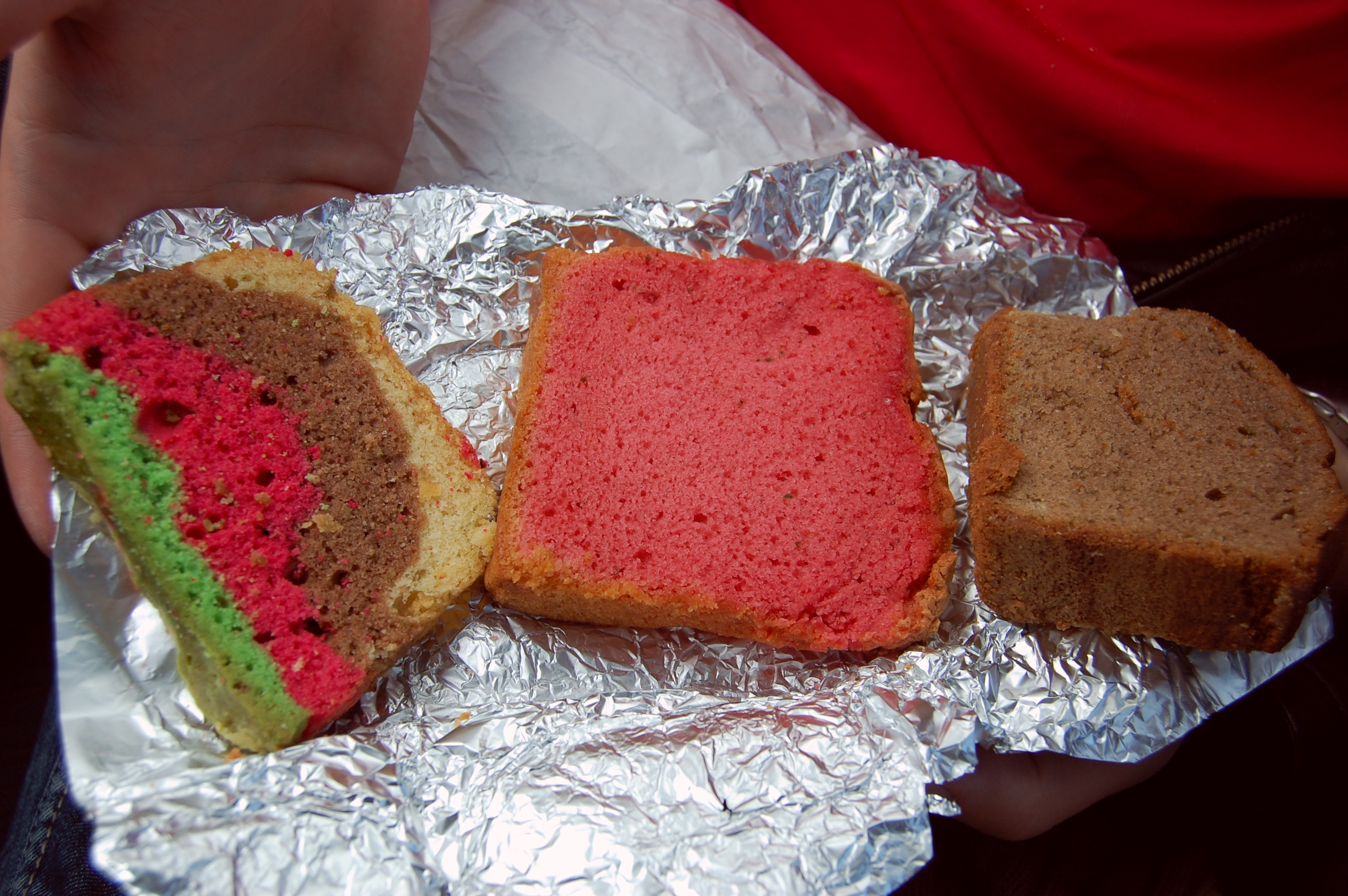
Uma variedade de bolos espaciais, comuns em Amsterdã, Holanda

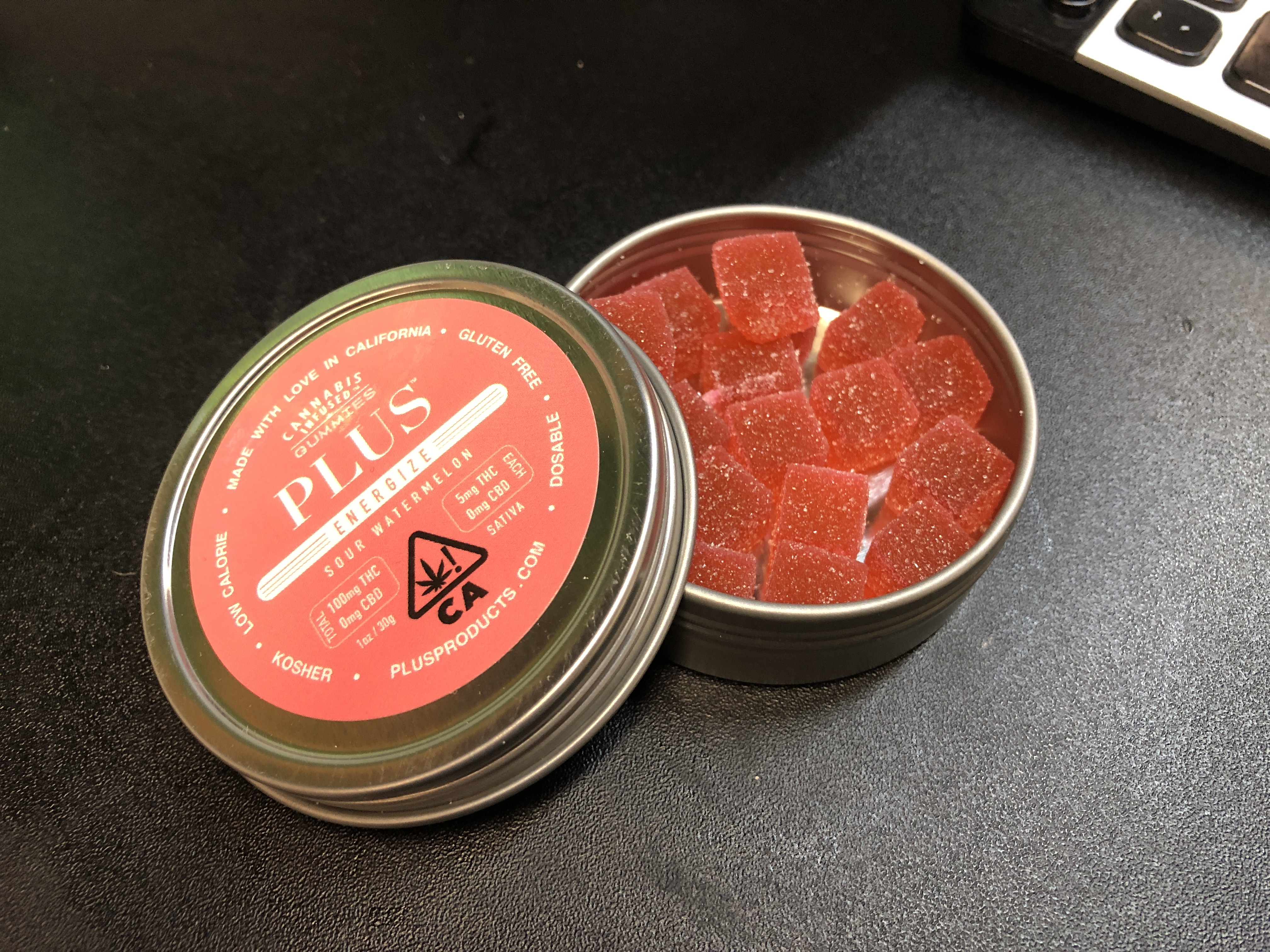
Gomas de cannabis

Um produto assado com infusão de cannabis é um tipo de comestível de cannabis. Esse tipo de produto inclui bolachas, brownies e bolos espaciais (space cakes). Um sabor suave de cannabis pode ser detectado dependendo das quantidades que foram utilizadas na preparação.

### Bebidas

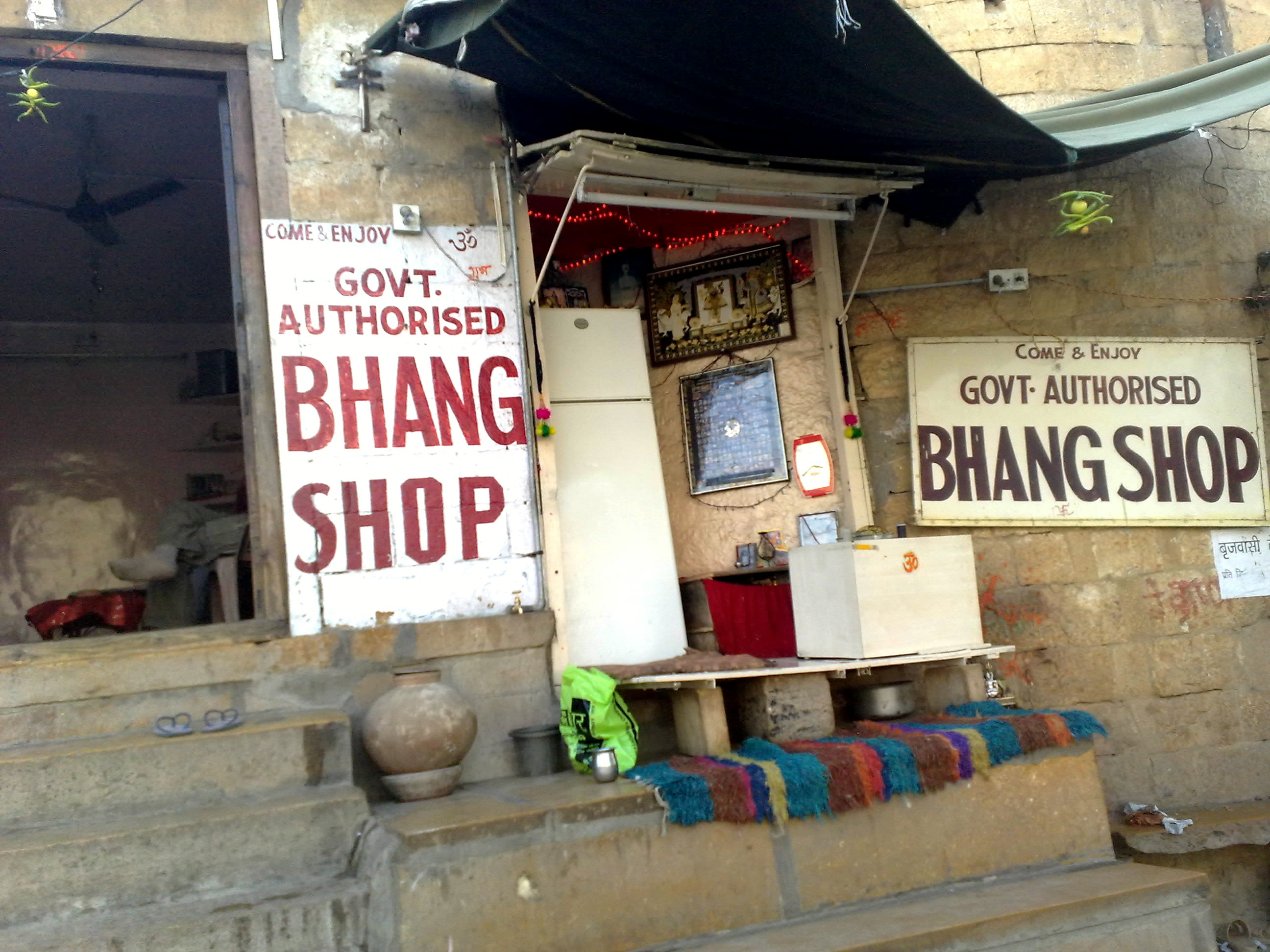
Uma loja de bhang lassi (bebida com infusão de cannabis) em Jaisalmer, Rajasthan, Índia

Uma bebida com infusão de cannabis, também conhecida como líquido comestível (do inglês, liquid edible), é uma bebida que contém canabinoides, especialmente o THC. As bebidas tradicionais com infusão de cannabis, como lassi e thandai, preparadas com bhang, são originárias do subcontinente indiano.
Nos estados dos EUA que legalizaram a cannabis para uso recreativo, as bebidas representavam cerca de 4% do mercado de cannabis em 2014, mas caíram para cerca de 1,5% do mercado em 2016. As bebidas com infusão de cannabis podem vir em várias formas, como refrigerantes, chás e cervejas.

### Cápsulas
Uma cápsula contendo THC ou CBD que não é vendida como um produto farmacêutico regulamentado também é considerada comestível, fornecendo o mesmo efeito que os alimentos e bebidas.

### Ingredientes

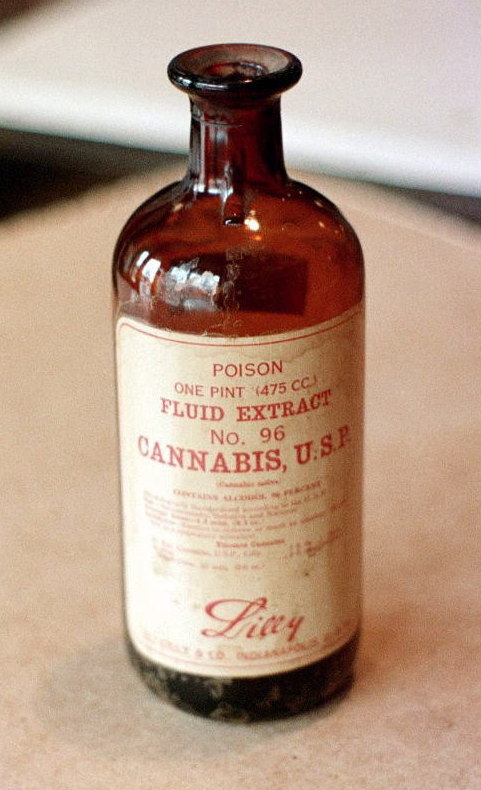
Garrafa de Green Dragon, tintura álcoolica de cannabis
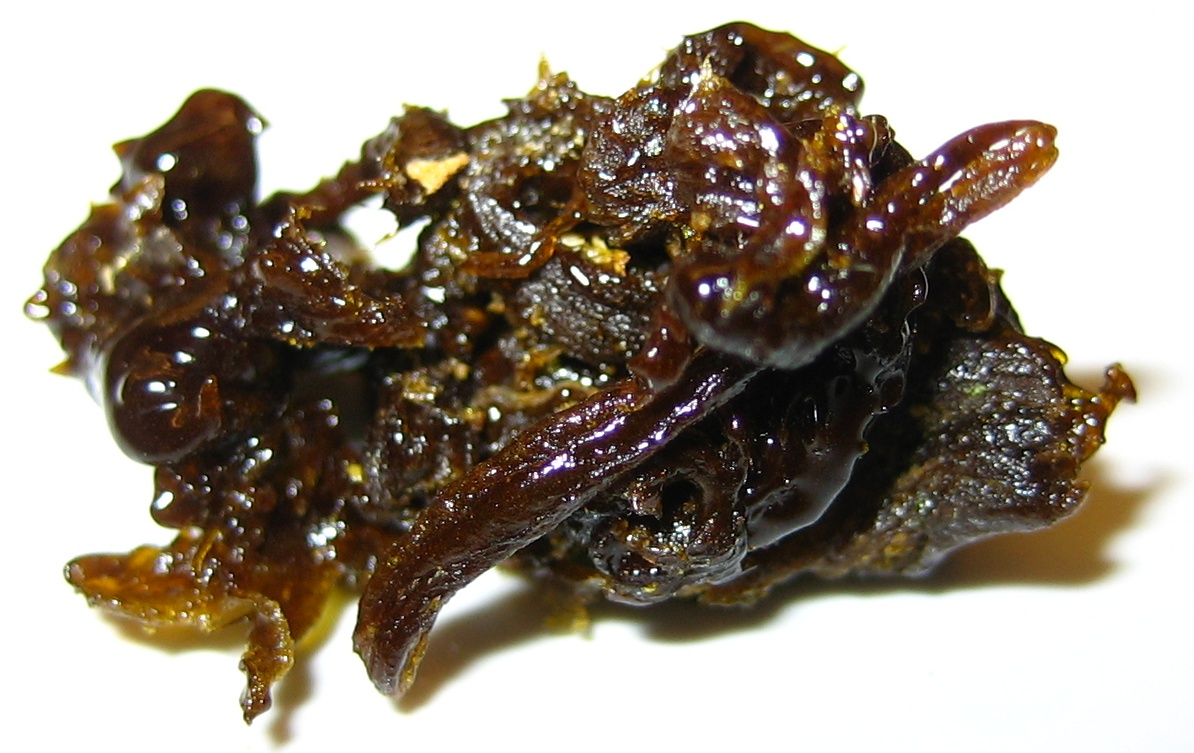
Uma forma de óleo de haxixe
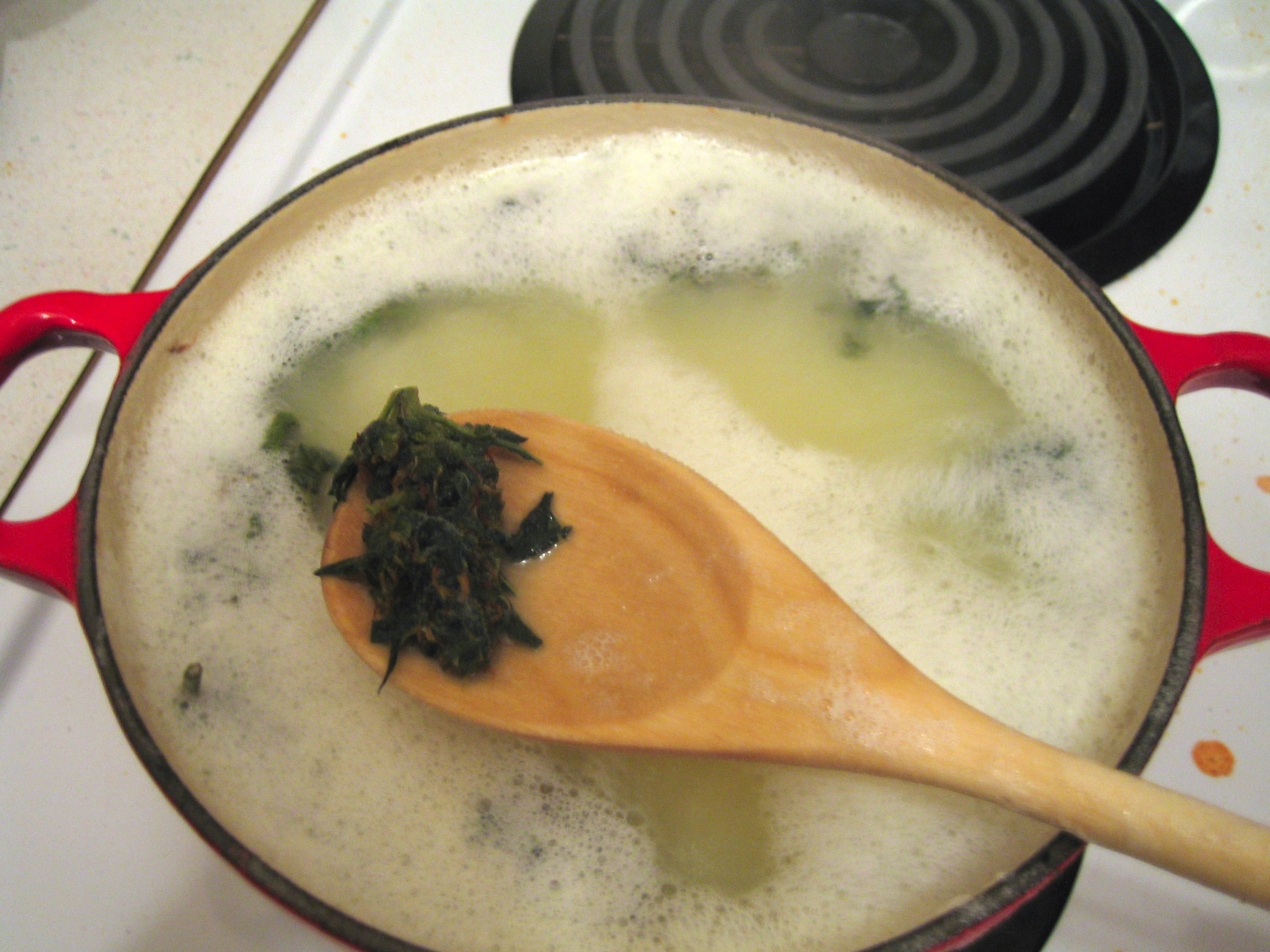
Preparação de "cannabutter" ou "mantegonha", neologismo criado através da fusão entre as palavras manteiga (butter) e maconha (cannabis)

#### Tintura
A tintura de cannabis é um extrato de cannabis armazenado em óleo em temperatura ambiente. Geralmente, caules e folhas da planta cannabis são usados como matéria-prima porque contêm grandes quantidades de canabinoides, mas são indesejáveis para fumar. Quando infundido em álcool à base de grãos de alta resistência, como a bebida Everclear, a tintura se torna o que é popularmente conhecido como green dragon. O Creme de Gras (que pode ser traduzido literalmente para "creme de gordura") é um licor feito de cannabis. Pode ser adicionado ao café e outras bebidas.

#### Óleo
O óleo de cannabis é um produto à base de óleo de cozinha infundido em canabinoides por meio da mistura de cannabis com o óleo aquecido. Óleos alimentares de cannabis estão disponíveis para pacientes que utilizam cannabis medicinal em uma variedade de misturas voltadas a aplicações culinárias.

#### Manteiga
Manteiga com infusão de cannabis, ou mantegonha, é um produto composto por manteiga com infusão de cannabis. A preparação para consumo consiste no aquecimento de flores limpas e secas em manteiga derretida.